# Ліхтенберг (Каменц)
Ліхтенберг (нім. Lichtenberg, в.-луж. Swětła) — громада в Німеччині, розташована в землі Саксонія. Входить до складу району Бауцен. Складова частина об'єднання громад Пульсніц.
Площа — 14,75 км2. Населення становить 1632 ос. (станом на 31 грудня 2020).